# جنيفر كروم
جنيفر كروم (بالإنجليزية: Jennifer Krum)‏ هي عارضة أمريكية، ولدت في 11 يونيو 1979 في هاريسبرج في الولايات المتحدة.